# Đại học Quốc gia Kyiv
Đại học Quốc gia Kyiv mang tên Taras Shevchenko (tiếng Ukraina: Київський національний університет імені Тараса Шевченка) là một trường đại học công lập tại Kyiv, Ukraina. Đây là đại học lâu đời nhất ở Ukraine sau Đại học Lviv và Đại học Kharkiv. Hiện tại, trường có 15 phân khoa và 5 học viện. Thành lập năm 1834 với tên ban đầu là Đại học Đế quốc Kiev mang tên Vladimir Cả, kể từ đó trường đã đổi tên vài lần. Thời kỳ Liên Xô, Đại học Taras Shevchenko là một trong tốp ba trường đại học của СССР, cùng với Đại học Quốc gia Moskva và Đại học Quốc gia Leningrad. Trường được đánh giá cao nhất với rất nhiều thứ hạng. Trong lịch sử, trường có rất nhiều cựu học viên nổi tiếng như Nikolay Bunge, Mykhailo Drahomanov, Mykhailo Hrushevskyi, Nikolai Berdyaev, Mikhail Bulgakov, Viacheslav Chornovil, Leonid Kravchuk và rất nhiều người khác nữa.

## Sinh viên nổi tiếng

### Nguyên thủ quốc gia, chính phủ và tổ chức quốc tế

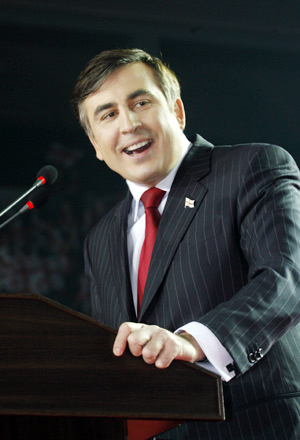
Tổng thống Gruzia Mikheil Saakashvili (Intl. Law, 1992)

| Quốc gia/Chính phủ                            | Tên                   | Nhiệm kỳ |
| --------------------------------------------- | --------------------- | --- |
| Ukraina                                       | Leonid Kravchuk       | Tổng thống hậu độc lập đầu tiên của Ukraina (1991–1994)                                                         |
| Ukraina                                       | Petro Poroshenko      | Tổng thống hậu độc lập thứ năm của Ukraina (2014–2019)                                                          |
| Gruzia                                        | Mikheil Saakashvili   | Tổng thống Gruzia (2004-2013) và là lãnh đạo Cách mạng Hoa hồng                                                 |
| Cộng hòa Nhân dân Ukraina                     | Volodymyr Vynnychenko | Thủ tướng đầu tiên của Cộng hòa Nhân dân Ukraina (1917–1918) và Chủ tịch hội đồng Bộ trưởng Ukraina (1918–1919) |
| Cộng hòa Xã hội chủ nghĩa Xô viết Byelorussia | Yakov Gamarnik        | Bí thư thứ nhất Đảng Cộng sản Byelorussia (1928–1929)                                                           |
| Cộng hòa Xã hội chủ nghĩa Xô viết Ukraina     | Valentyna Shevchenko  | Chủ tịch Xô viết tối cao Ukraina SSR (1985–1990)                                                                |
| Liên Hợp Quốc                                 | Hennadiy Udovenko     | Chủ tịch Đại Hội đồng Liên Hợp Quốc (1997–1998)                                                                 |
| Đế quốc Nga                                   | Nikolay Bunge         | Chủ tịch hội đồng Bộ trưởng (1887–1895)                                                                         |